# Spathicranuloides
Spathicranuloides är ett släkte av skalbaggar. Spathicranuloides ingår i familjen vivlar.
Kladogram enligt Catalogue of Life:
| Spathicranuloides | \| \| Spathicranuloides moikui \| \| \| \| |
|                   | \| \| Spathicranuloides moikui \| \| \| \| |
|                   | Spathicranuloides moikui                   |
|                   |                                            |